# ボロール
ボロール (Borole) は、複素環式化合物の1つである。五員環を持ち、化学式は、C4H4BHである。置換のない化合物は単離されていないが、置換誘導体は合成されている。
ボロールは、メタロールに分類され、窒素原子をホウ素原子に置換した、ピロールの構造アナログと見ることもできる。ボロールにはヒュッケル則が厳密に適用できないが、反芳香族性を持つと考えられている。

## 反応
ボロール類で最初に単離されたペンタフェニルボロールは、1,1-ジメチル-2,3,4,5-テトラフェニルスタノールとフェニルボロンジクロリドから得られる。ボロール類は、フェロセン様のサンドイッチ化合物を作る。